# Schmitten FR
Schmitten (psáno také jako Schmitten FR pro odlišení od jiných stejnojmenných sídel) je obec v okrese Sense v kantonu Fribourg ve Švýcarsku. Žije zde přibližně 4 000 obyvatel.

## Geografie
Schmitten leží v nadmořské výšce 647 m, vzdušnou čarou 9 km severovýchodně od hlavního města kantonu, Fribourgu. Obec se rozkládá na mírně severně se svažující náhorní plošině východně od masivu Dälihubel, v kopcovité krajině Švýcarské plošiny.
Území obce o rozloze 13,6 km² tvoří část pahorkatiny Molasse mezi údolími řek Saane a Sense, kterou v době ledové vymodeloval ledovec Rhonegletscher. Východní část obce protíná od jihu k severu řeka Taverna, která se v průběhu času zařízla asi 60 m do pískovcové plošiny a vytvořila 200 až 300 m široké ploché dno údolí. Východně od tohoto údolí se území rozkládá na náhorní plošině Burg a Ettelberg (687 m n. m.) a na Lettiswilbachu, pravém přítoku Taverny.
Na západ od Taverny tvoří území obce mírně zvlněná vrchovina. Rozkládá se od pramenů Richterwilbachu (přítok Sány) směrem na jih přes výšiny Dälihubel (707 m n. m.) a Oberholz (701 m n. m.) do široké kotliny Bergmoos a Lanthenmoos. Jižně od nich jsou lesnaté kopce Lanthenholz (741 m n. m.) a Wylerholz, kde je nejvyšší bod Schmittenu (767 m n. m.). Ke Schmittenu patří také Fragnièremoos (nebo Franislismoos) jižně od Riedu. V roce 1997 tvořila 12 % rozlohy obce sídla, 14 % lesy a háje, 73 % zemědělství a o něco méně než 1 % neproduktivní půda.
Sousedními obcemi Schmittenu jsou Wünnewil-Flamatt, Tafers, Düdingen a Bösingen.
Podle sčítání lidu z roku 2000 patří obec Schmitten do aglomerace Bernu.

## Historie

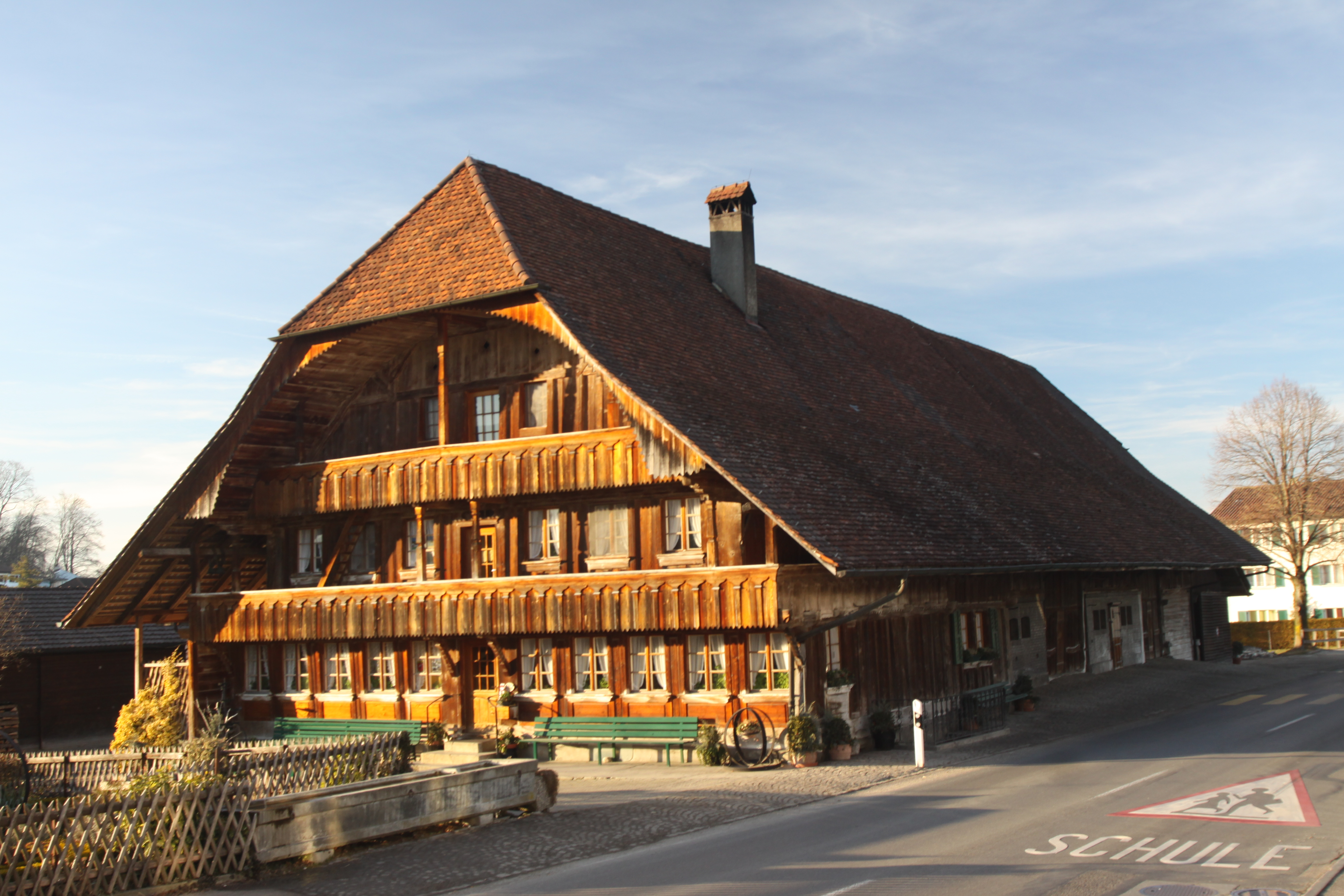
Tradiční architektura v obci

Ve středověku se vesnice nazývala Schmitton, ve 14. století byl běžný název Zer Schmitten. Protože kaple ve Schmittenu byla zasvěcena svatému Otmarovi, nazývala se obec po určitou dobu také Othmarswil (poprvé doložena v roce 1379).
Ve středověku byl Schmitten podřízen hrabatům z Thiersteinu a v 15. století přešel pod vládu Fribourgu, kdy byl přiřazen k tzv. Starému panství Alte Landschaft (Aupanner). Po pádu Staré konfederace (1798) patřil Schmitten během helvétské éry a následujícího období k fribourgskému okresu a od roku 1831 k německy mluvícímu okresu Freiburg (Fribourg), než byl v roce 1848 s novou kantonální ústavou začleněn do tehdy nově vytvořeného okresu Sense.
Církevně i politicky patřil Schmitten vždy k Düdingenu. Ve farnosti Düdingen tvořil Schmitten dvě farnosti (tzv. Schrote), a to Wilerschrot a Lantenschrot. Se zavedením liberální kantonální ústavy v roce 1831 se čtyři Schrote farnosti Düdingen staly samostatnými obcemi, ale již v roce 1832 byl tento stav znovu změněn. Obce Wilerschrot a Lantenschrot byly nyní spojeny do obce Schmittenschrot, která usilovala o církevní a politickou nezávislost. Kvůli neshodám v rámci düdingenské farnosti se Schmitten v roce 1885 stal samostatnou farností.
Tato skutečnost a fakt, že Schmitten měl železniční stanici, která se stala centrem regionálního zázemí, nakonec vedly také ke snahám stát se politicky samostatnou obcí. Po poradním hlasování ve Schmittenu (95 % obyvatel se vyslovilo pro samostatnou obec) a proti vůli düdingenské obecní rady rozhodla 21. listopadu 1922 Velká rada (kantonální parlament) ve Fribourgu o povýšení Schmittenu na politickou obec. Další územní změna byla provedena v roce 1976, kdy obec Wünnewil-Flamatt postoupila Schmittenu obytnou oblast o rozloze 29 hektarů severně od nádraží.

## Obyvatelstvo
| Vývoj počtu obyvatel | Vývoj počtu obyvatel | Vývoj počtu obyvatel | Vývoj počtu obyvatel | Vývoj počtu obyvatel | Vývoj počtu obyvatel | Vývoj počtu obyvatel | Vývoj počtu obyvatel | Vývoj počtu obyvatel |
| -------------------- | -------------------- | -------------------- | -------------------- | -------------------- | -------------------- | -------------------- | -------------------- | -------------------- |
| Rok                  | 1930                 | 1941                 | 1950                 | 1960                 | 1970                 | 1980                 | 1990                 | 2000                 |
| Počet obyvatel       | 1461                 | 1378                 | 1576                 | 1694                 | 2065                 | 2515                 | 2819                 | 3280                 |

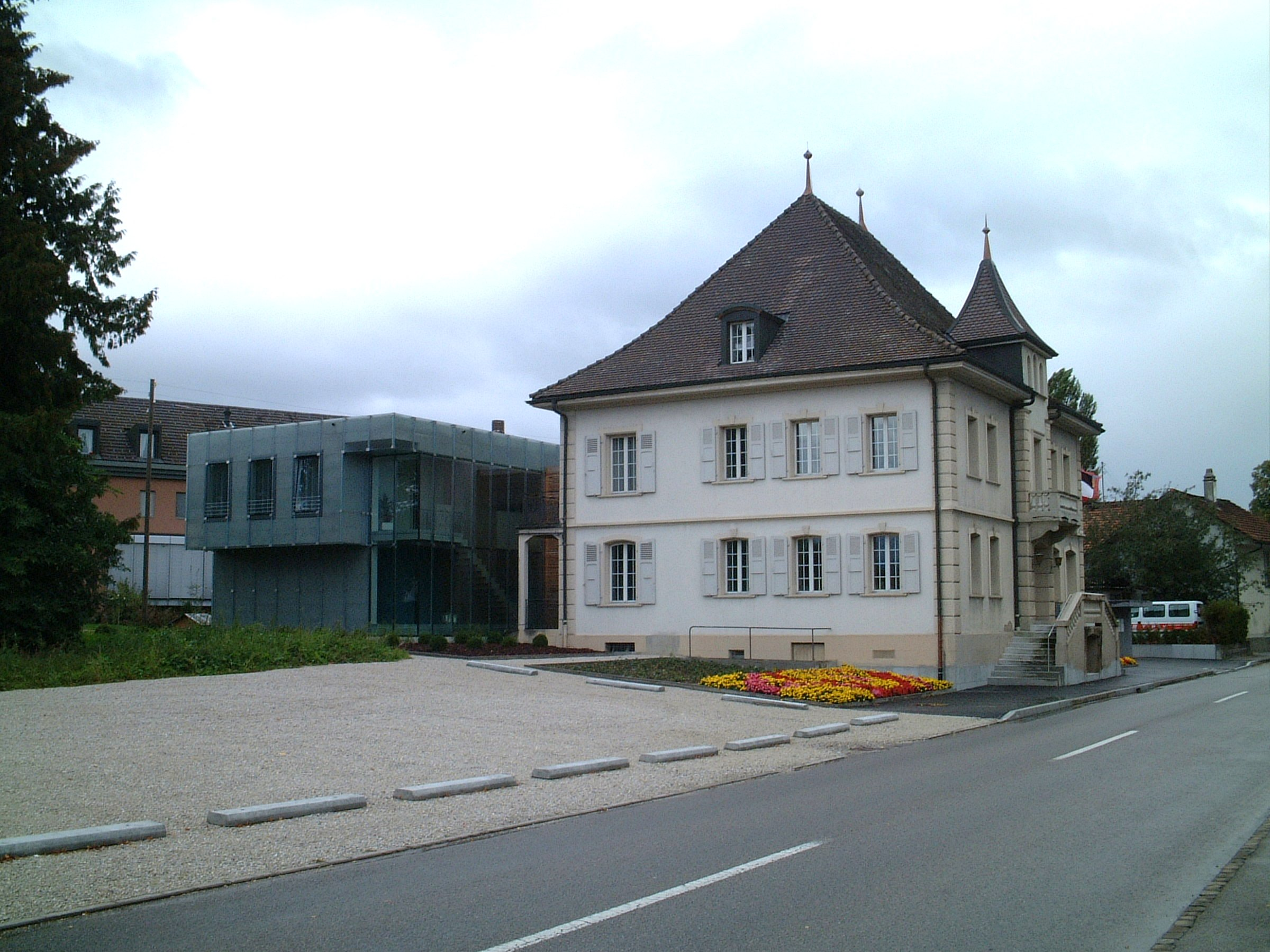
Obecní úřad

Ke konci roku 2022 ve Schmittenu žilo 4262 obyvatel. 92,0 % obyvatel hovoří německy, 2,2 % francouzsky a 1,6 % albánsky (údaj z roku 2000). V roce 1930 měl Schmitten 1461 obyvatel; mezi lety 1960 a 2000 se díky silnému přistěhovatelctví počet obyvatel zdvojnásobil a tento růst dále pokračuje.

## Hospodářství
Až do poloviny 20. století byl Schmitten vesnicí, kde převládalo zemědělství. Cenná obdělávaná půda byla získána v 19. a na počátku 20. století meliorací dříve bažinatých nížin. V lokalitě Fragnièremoos se kdysi těžila rašelina. Mlékárenství, chov dobytka, orná půda a ovocnářství mají význam i v současnosti.
Četná další pracovní místa jsou k dispozici v místních malých podnicích a v sektoru služeb. Díky dobrému dopravnímu spojení se v blízkosti železniční stanice rozvinulo rozsáhlé obchodní a průmyslové osídlení. Dnes se ve Schmittenu nacházejí podniky v oblasti stavebnictví a dopravy, dřevostaveb, kovovýroby, strojírenství, nábytkářského průmyslu, velké knihařské a tiskařské dílny, distribuční centrum, mechanické dílny a sýrárny a také podlahářská firma. V posledních desetiletích se obec rozvinula také v rezidenční obec; mnoho pracujících proto dojíždí za prací především do Fribourgu a Bernu.

## Doprava

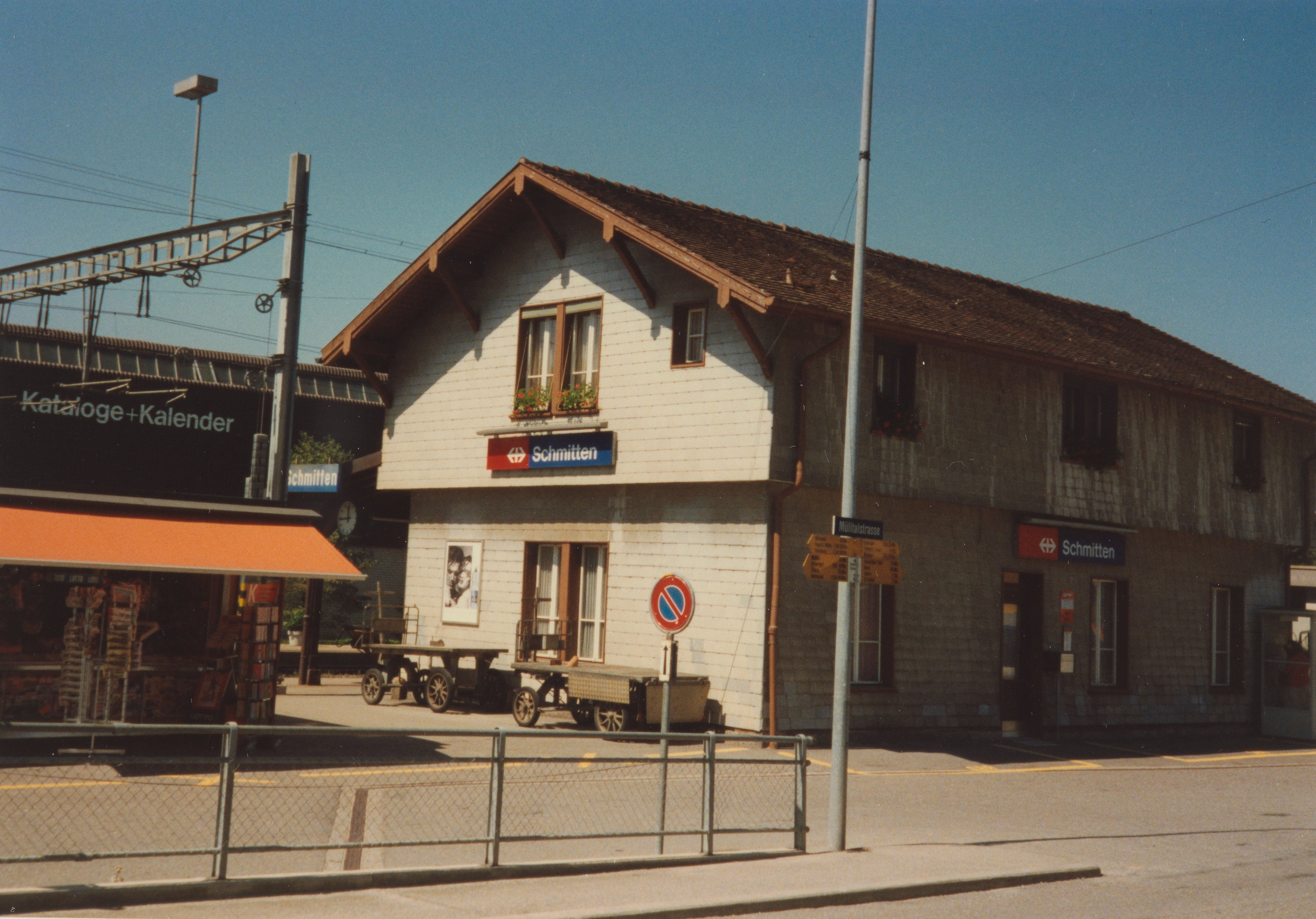
Železniční stanice Schmitten

Obec má dobré dopravní spojení. Leží v blízkosti staré hlavní silnice z Bernu do Fribourgu. Nejbližší napojení na dálnici A12 (Bern–Vevey), která byla v tomto úseku otevřena již v roce 1973, je vzdáleno asi 6 km od centra obce. Dne 2. července 1860 byla otevřena železniční trať z Bernu do Düdingenu (Balliswil) se stanicí ve Schmittenu a zastávkou u Fillistorfu. Místní veřejnou dopravu zajišťují autobusové linky společnosti Transports publics Fribourgeois, které obsluhují trasy z Fribourgu do Schmittenu a ze Schmittenu do Schwarzenburgu.